# Kapel van de Spikboom

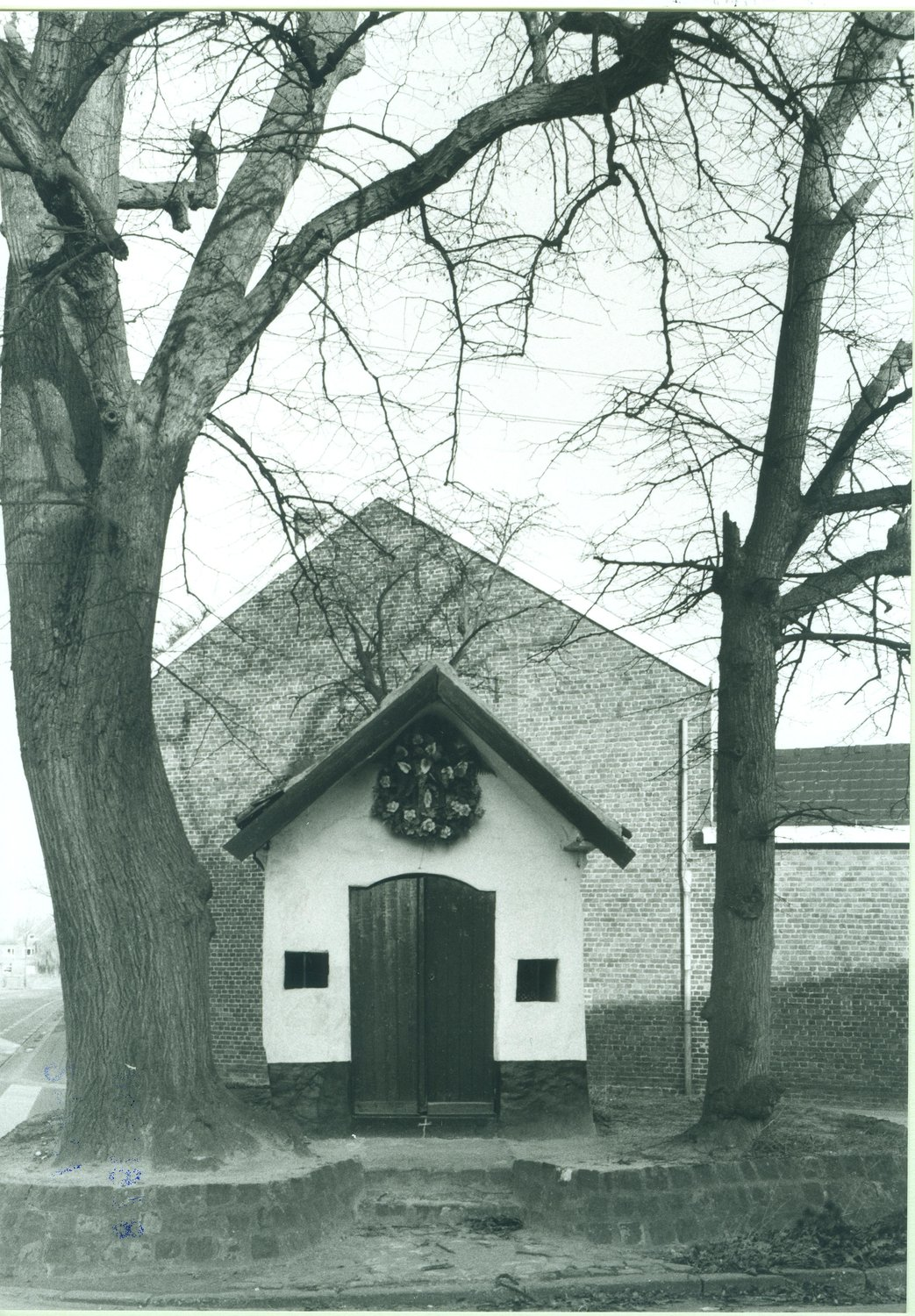

De Kapel van de Spikboom is een betreedbare kapel aan de Vliegveldlaan te Brustem in de Belgische gemeente Sint-Truiden. De kapel is gewijd aan Onze-Lieve-Vrouw.
Deze kapel is genoemd naar de meidoorn die ooit tegen de zijgevel van de er tegenover gelegen hoeve groeide. Naast de kapel staan nog twee lindebomen.
Reeds in 1467 was er sprake van een kapel op deze plaats, maar het huidige gebouw is vermoedelijk van omstreeks 1750. Het is een eenvoudig, rechthoekig gebouwtje onder zadeldak in witgekalkt vakwerk met lemen vulling. In 2004 werd de kapel geklasseerd als monument, en in 2015 werd ze gerestaureerd.